# La novia (Kill Bill)
Beatrix Kiddo (principalmente reconocida como la Novia), alias Mamba negra, es un personaje y protagonista de la película de dos partes Kill Bill dirigida por Quentin Tarantino. Es interpretada por Uma Thurman y estuvo seleccionada por la Revista Imperio como uno de Los 100 más grandes personajes de películas de todos los tiempos. La Entertainment Weekly también la nombró como uno de los 100 Más Grandes Personajes de los Últimos 20 Años.

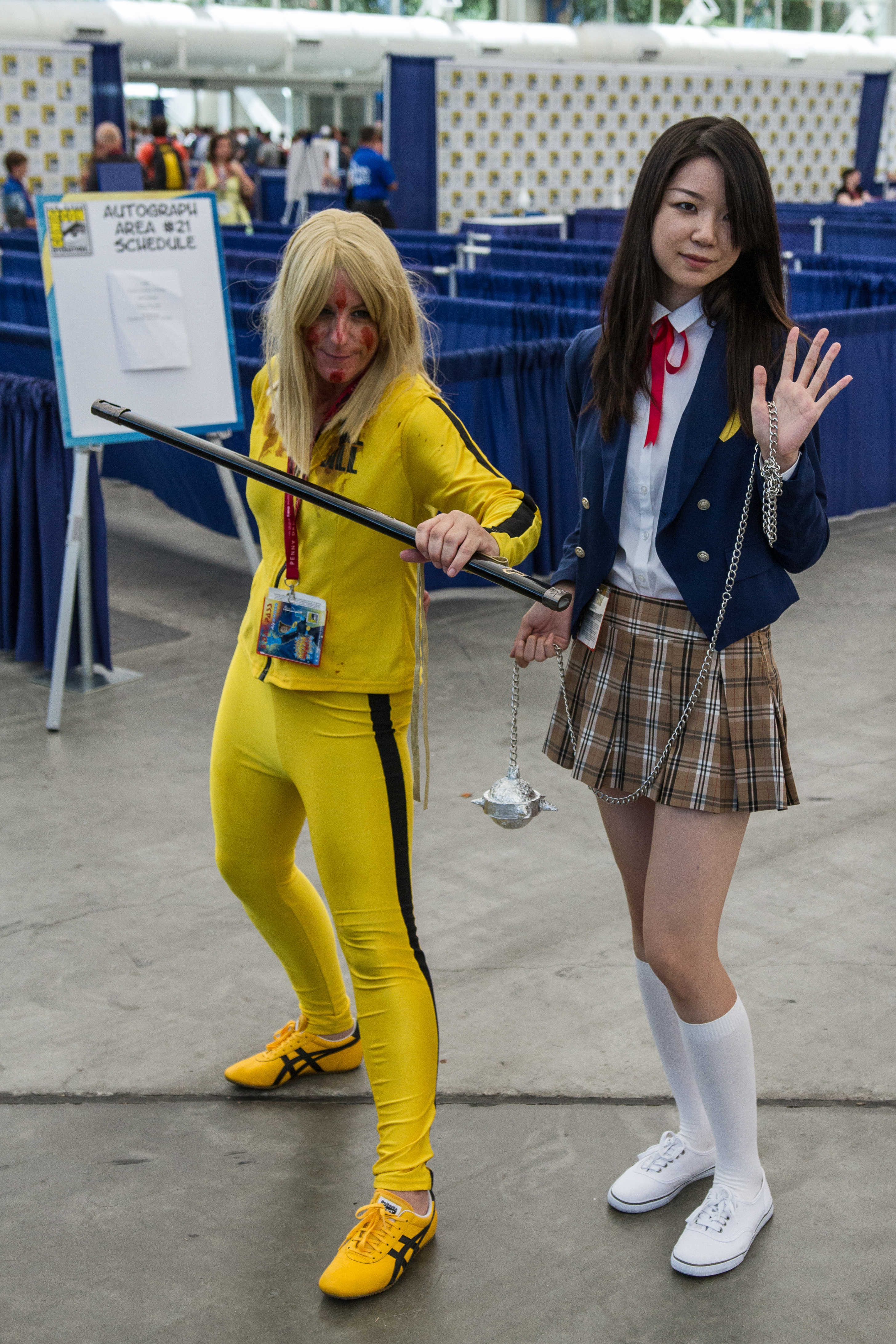
Cosplay de la Novia (izquierda) y de Gogo Yubari (derecha) en la Comic-Con, San Diego, en 2014.

## Creación
Según Uma Thurman, el personaje fue creado durante la filmación de Pulp Fiction, con Thurman dándole el nombre del personaje y Tarantino el apellido. Después de la realización de Kill Bill: Volumen 2, Tarantino comentó que «ama a la Novia» y que «se mató para dejarla en un buen sitio» al final de la película de dos partes.
Tarantino ha dicho que guardó la mayor parte del desarrollo del personaje para la segunda parte: «En lo que se refiere a la primera parte, no quería hacerla simpática. Quería hacerla aterradora».  Thurman citó la actuación de Clint Eastwood en El bueno, el feo y el malo como inspiración central para su interpretación porque, en sus palabras, Eastwood «no dice casi nada pero de alguna manera se las arregla para interpretar a un personaje entero».

## El pasado de Beatrix Kiddo
Kiddo es una exmiembro del Escuadrón Asesino Víbora Letal, un oscuro grupo de élite de asesinos. Ella trabajó como la mano derecha de Bill (David Carradine), su jefe y amante, una posición que provocó una furiosa envidia de Elle Driver (Daryl Hannah), miembro del mismo grupo.
Kiddo, una maestra del hung gar, un estilo de kung fu, es la única "víbora" que aprendió la técnica de los "cinco puntos de presión para explotar un corazón", un método para matar a una persona rápidamente golpeando cinco puntos de presión alrededor del corazón con las yemas de los dedos. Después de que la víctima da cinco pasos, le explota el corazón y cae muerta. Pai Mei (Gordon Liu), un legendario maestro de artes marciales supuestamente se negó a enseñar esta técnica (dice que es "el golpe más mortal de todas las artes marciales) a Bill o a cualquier otra persona. Sin embargo, la determinación de Kiddo le hace ganarse su respeto, y él le enseña la técnica prohibida - un secreto que Kiddo retiene a Bill hasta que se encuentran para su enfrentamiento final.

## Kill Bill: Volumen 1
Estos acontecimientos están descritos en orden cronológico. En cuanto al estilo estándar de Tarantino (narrativa no lineal), la película no cuenta la historia cronológicamente.
Kiddo es vista por primera vez en el día de su ensayo de la boda en la zona rural de Texas, embarazada y viviendo bajo el nombre de "Arlene Machiavelli", después de haber dejado abandonado a Bill y a las Víboras. Bill la encuentra pero, sin embargo, se cuela en su ensayo de la boda con las otras Víboras y asesinan a todos dentro. Bill entonces le dispara en la cabeza, dejándola en un estado de coma. Justo antes de que Bill le dispara, ella le dice que es su bebé.
Kiddo permanece en estado de coma durante cuatro años, durante los cuales ella es violada y prostituida por un enfermero, un hombre llamado Buck (Michael Bowen). Después de haber sido picada por un mosquito, se despierta momentos antes de que Buck trajera a un hombre que intentaba violarla. Ella mata a su posible violador y a Buck, y roba su camioneta. Después de poder sentir sus extremidades atrofiadas,  comienza una misión de venganza contra las otras Víboras.
Primero viaja a Okinawa, donde convence al legendario herrero y experto en espadas samurái Hattori Hanzo (Sonny Chiba) para salir de su retiro y forjar una katana para ella. Luego, después de conseguir la espada, Kiddo llega a la Casa de las Hojas Azules, donde tiene la intención de matar a O-Ren Ishii (Lucy Liu), que es ahora la jefa de una yakuza en Tokio.
Kiddo rapta a la abogada, mejor amiga y lugarteniente de O-Ren, Sofie Fatale (Julie Dreyfus), y la lleva hasta O-Ren, donde le corta el brazo izquierdo a Sophie y desafía a O-Ren a un duelo. Kiddo primero mata a los seis miembros de los 88 Maníacos que estaban con O-Ren, a continuación, pelea con la guardaespaldas de O-Ren, Gogo Yubari (Chiaki Kuriyama) en un solo combate, matándola también. El resto de los 88 Maníacos - conducidos por Johnny Mo - llegan. Ella mata, hiere, y los descuartiza. A continuación, se enfrenta a O-Ren en una lucha dramática de katanas en un jardín cubierto de nieve. Al final del duelo, Kiddo corta la parte superior de la cabeza de O-Ren, matándola. 
Después de matar a O-Ren, Kiddo tortura a Sofie Fatale para presionarla a decir la localización del resto de las Víboras. A continuación, la envía rodando por una colina hasta un hospital para que recibiera atención médica y así pudiera decirle a Bill lo que había ocurrido. Bill revela que el bebé de Kiddo está en realidad vivo.
Después, Kiddo encuentra a Vernita Green (Vivica A. Fox), que ha renunciado a su vida como una asesina a sueldo y comenzó de nuevo en un tranquilo barrio suburbano con su marido y su hija. Kiddo aparece en su puerta y la involucra en una pelea brutal. Sin embargo, durante la pelea, la hija de Green, Nikki, llega de la escuela, y Kiddo no está dispuesta a matar a Green delante de su hija. Vernita trata de disculparse por lo que había hecho, pero Kiddo es implacable. Green le dispara a ella con una pistola oculta en una caja de cereales, pero falla, y Kiddo lanza rápidamente un cuchillo, matándola. Nikki va a la cocina justo a tiempo para ver a Kiddo matar a su madre. Kiddo le dice a la pequeña que no era su intención matar a Vernita delante de ella; y que si ella desea vengar la muerte de su madre cuando crezca, ella la estará esperando.

## Kill Bill: Volumen 2
El volumen 2 se expande a las circunstancias del tiroteo de Kiddo. Mientras se encuentra en una misión de asesinato para matar a Lisa Wong, Kiddo descubre que está embarazada de Bill. Inmediatamente después, ella se enfrenta a Karen Kim, una asesina enviada por Lisa Wong para matarla. Durante el enfrentamiento resultante, Kiddo convence a Karen para recoger la tira de embarazo positiva del suelo. Las dos están de acuerdo entre sí para abortar sus misiones y volver a casa. Kiddo escapa y corta el contacto con Bill y el Escuadrón Asesino Víbora Letal, asumiendo una nueva identidad como "Arlene Machiavelli". Ella se compromete con Tommy Plympton y comienza una nueva vida trabajando en una tienda de segunda mano en El Paso, Texas. Bill la encuentra en el día de su ensayo de boda y pretende darle su bendición. Momentos más tarde, aparecen las Víboras, masacrando a todos los presentes en el ensayo de boda en la capilla, y Bill dispara a Kiddo en la cabeza, dejándola en estado de coma.
La película vuelve entonces a donde el volumen 1 fue dejado. Después de matar a O-Ren Ishii y a Vernita Green, Kiddo va tras Budd (Michael Madsen), el hermano de Bill. Al acecho debajo del remolque de Budd, que al salir y colocarse en la puerta de entrada es disparada en el pecho por Budd con una escopeta cargada con sal de roca. Él le da un sedante y llama a Elle Driver, la archirrival de Kiddo dentro del Escuadrón, para negociar un precio por la katana de Kiddo. Budd y un cómplice luego la llevan a un cementerio y la entierran viva. Durante su encarcelamiento, recuerda sus sesiones de riguroso entrenamiento bajo la tutela del maestro de artes marciales, Pai Mei. Usando una de las muchas técnicas que aprendió de él, Kiddo rompe el ataúd y regresa a la caravana de Budd a la vez que Driver llega para reclamar la katana de Hanzo. Driver esconde una mamba negra en el maletín con el dinero que trajo, matando a Budd. Kiddo consigue golpear a Driver y se involucra en una feroz batalla. Con la katana de Kiddo, Driver parece ganar ventaja, pero Kiddo ve la katana Hanzo de Budd y la utiliza. Durante la lucha, Driver se burla de Kiddo, diciéndola que ella mató a Pai Mei. Enfurecida, Kiddo le arranca el otro ojo a Driver, que es tuerta, dejándola completamente ciega, y la abandona en el interior del remolque con la mamba negra todavía en el interior. Kiddo entonces persigue a su objetivo final, Bill.
Cuando lo encuentra, a partir de información proporcionada por Esteban Vihaio (Michael Parks), descubre que su hija, B. B. (Perla Haney-Jardine), a quien había dado por muerta, está viva y a salvo. Pasan la noche juntos como una familia hasta que B. B. va a la cama, y luego Bill y Kiddo charlan. Bill dispara a Kiddo con un suero de la verdad. A pesar de que entre en vigor, Bill explica - con ayuda de Superman como una analogía - que incluso si ella se había casado y vivía una vida normal, nunca sería capaz de cambiar su verdadera naturaleza. Beatrix admite que ella se fue porque quería que su hija tuviese la oportunidad de una vida normal, pero que en el fondo sabe que tal vez nunca va a tener una vida normal.
Al final de la conversación, una breve lucha sobreviene cuando Kiddo golpea fatalmente a Bill utilizando la técnica de los "cinco puntos y palmas que revienta el corazón." Como Bill muere, los dos se perdonan mutuamente y quedan en paz. A continuación, camina cinco pasos y cae al suelo, muerto. Kiddo luego desaparece con B.B. en el medio de la noche. La escena final muestra a Kiddo y a B. B. conducir hacia el atardecer para comenzar una nueva vida.

## Impacto cultural
Beatrix Kiddo fue bien recibida por la audiencia. La Revista imperio clasificó al personaje en el lugar 66.º de 100 en su lista de Los 100 Más Grandes Personajes de Películas de Todos los Tiempos. La revista diversión Semanal también nombró a La Novia en el puesto 99.º en su lista lanzada en 2010 de Los 100 Más Grandes Personajes de Películas de los Últimos 20 Años.
En 2013, los investigadores nombraron una nueva especie de avispa parásita, Cystomastacoides kiddo, basándose en el nombre del personaje, declarando que el nombre fue inspirado en "la anatomía mortífera [de la avispa] a su huésped."